# 香港会

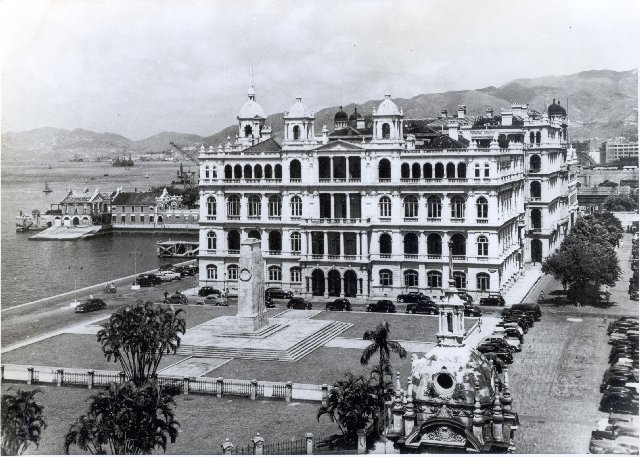
二代目香港会ビル

香港会（中国語: 香港會、英語: Hong Kong Club）、は香港のプライベートクラブであり、中環（セントラル）遮打道（チャーターロード）にある。
香港会は1846年に設立し、高級ビジネスと飲食サービスを提供する。現在の会員人数は約1,550名であり、インビテーションと投票だけで加入することができる。